# Daniel Rossel
Daniel Rossel (Uccle, 24 luglio 1960) è un ex ciclista su strada e pistard belga, professionista dal 1982 al 1986..

## Carriera
Vincitore di un giro delle Fiandre tra i dilettanti, si aggiudicò una tappa alla Vuelta a Espana del 1984, e fu secondo alla Parigi-Bruxelles 1983. Sempre nello stesso anno fu terzo al Grote Prijs Stad Vilvoorde.

## Palmarès
- 1984

Le Samyn
16ª tappa 1984
- 1985

Omloop van de Braakman

## Piazzamenti

### Grandi Giri
- Giro d'Italia

1983: 48º
- Vuelta a España

1984: 93°

### Classiche monumento
- Parigi-Roubaix

1982: 46º
- Giro delle Fiandre

1984: ritirato